# جيمس كولينز (لاعب كرة قدم)
جيمس كولينز (بالإنجليزية: James Collins )‏ (و. 1990  م) هو لاعب كرة قدم، من المملكة المتحدة، ولد في كوفنتري، يلعب كمهاجم.

## روابط خارجية
- جيمس كولينز على موقع الاتحاد الدولي (مؤرشف)  (الإنجليزية)
- جيمس كولينز على موقع الاتحاد الأوربي (الإنجليزية)
- جيمس كولينز على موقع قاعدة بيانات كرة القدم.إي يو (الإنجليزية)
- جيمس كولينز على موقع ناشيونال فوتبول تيمز (الإنجليزية)
- جيمس كولينز على موقع Soccerbase.com (لاعب) (الإنجليزية)
- جيمس كولينز على موقع Soccerway.com (الإنجليزية)
- جيمس كولينز على موقع عالم كرة القدم.نت (الإنجليزية)